# Лопатино (смт)
Лопа́тино (рос. Лопатино) — селище міського типу у складі Ленінського міського округу Московської області, Росія.
До 2019 року селище мало статус присілка.

## Населення
Населення — 6003 особи (2021; 222 у 2010, 108 у 2002).
Національний склад (станом на 2002 рік):
- росіяни — 92 %